# George Mendenhall
 (août 2016).
Si vous disposez d'ouvrages ou d'articles de référence ou si vous connaissez des sites web de qualité traitant du thème abordé ici, merci de compléter l'article en donnant les références utiles à sa vérifiabilité et en les liant à la section « Notes et références ».
Pour les articles homonymes, voir Mendenhall.
George Emery Mendenhall, né le 13 août 1916 et mort le 5 août 2016, est un écrivain et professeur de l'université du Michigan, Département des recherches proches-orientales.

## Carrière
George Mendenhall est diplômé en 1936 à l'université Midland au Nebraska puis, en 1938, au Séminaire de Théologie Luthérienne (en) à Gettysburg. Il a d'abord été ordonné ministre luthérien puis, durant la Seconde Guerre mondiale, il effectue son service militaire en tant qu'officier de la Navy. Après la guerre, George Mendenhall obtient son doctorat en linguistique sémitique à l'université Johns-Hopkins et commence une longue carrière sur les thèmes du Proche-Orient et des études bibliques ou encore sur celui de l'archéologie moyenne orientale. Il a été professeur à l'université du Michigan de 1952 à 1986. Son livre Tenth Generation a été remarqué par quelques érudits de la « Nouvelle Gauche » dans le milieu des années 1970. Il soutient que la séparation entre Cananéens et Israélites se produit à la suite d'une révolution fondée sur une culture égalitaire. Cette thèse a été reprise et développée par l'archéologue américain William G. Dever. L'université du Michigan a honoré George Mendenhall en lui discernant le titre de professeur émérite en études bibliques.

## Publications
- (en) Law and Covenant in Israel and the Ancient Near East, Pittsburgh, The Biblical Colloquium, 1955.
- (en) The Tenth Generation: The Origins of the Biblical Tradition, Johns Hopkins, 1973.
- (en) Ancient Israel’s Faith and History: An Introduction the Bible in Context, éd. Gary A. Herion, Westminster/John Knox Press, 2001.
- (en) Our Misunderstood Bible, BookSurge Publishing, 2006